# Iveco 330
L'Iveco 330 fu un autocarro pesante della Iveco costruito dal 1979. Fu il diretto derivato del Fiat 300. La cabina fu anche la base per la successiva evoluzione Iveco serie T. Lo chassis era molto robusto e adatto alla gamma pesante da 400 a 720 q.li. Il 330 fu il primo autocarro europeo da cava e cantiere con un motore 8 cilindri, di 17.174 cm³ con una potenza da 260 a 310 kW (352 - 420 HP).
Dopo una commercializzazione di 14 anni, subentrò l'Iveco EuroTrakker.

## Storia
Visto le legislazioni sui pesi vigenti negli altri paesi europei, il mercato del "330" fu quasi totalmente italiano. Fu anche prodotto negli stabilimenti in Sud America - Argentina e Brasile. In Francia, per esempio, il "330" non poteva superare 260 q.li di Peso Totale a Terra (PTT).
I modelli da 33 t a 3 assi 6x4 e 40 t a 4 assi 8x4 erano distinguibili dalla barra luminosa sul tetto cabina con veicolo in movimento. Il 330 fu sviluppato per l'impiego fuoristrada con pesi totali da 330 a 720 q.li. Il tetto cabina fu irrobustito. Molti veicoli hanno raggiunto i 2 milioni di km di percorrenza e molti altri furono impiegati per l'uso betoniera con 9/10 m³ o 15 m³ di capacità.
Data la notevole rigidità del telaio fu spesso usato come base per veicoli autogrù.
Con il modello di motore Fiat 8280 8 cilindri da 17.174 cm³ si raggiungevano coppie di 2.050 Nm a soli 1.100 g/min. Il 330 fu anche usato come autoarticolato e 6x4, 6x6 e 8x4. Con lo sviluppo del Iveco TurboStar la stessa cabina fu dotata di condizionatore d'aria.

## Modelli designati 330

### A marchio FIAT, OM, UNIC, Magirus-Deutz
- 330F26
- 330F35
- 330F35T cabina lunga
- 330F26 Hydrotrans
- 330F35 Hydrotrans
- 330F35T Hydrotrans cabina lunga

### A marchio IVECO
- 330.26 (solo mercato tedesco e francese)
- 330.35
- 330.35T
- 330.35 6x6
- 330.26 Hydrotrans; in Italia ne furono importati pochi esemplari (soprattutto per i mercati tedesco e francese)
- 330.35 Hydrotrans
- 330.35T Hydrotrans
- 330.30 Turbo (solo mercato tedesco e francese)
- 330.30 Turbo 6x6 (solo mercato tedesco e francese)
- 330.35
- 330.35T
- 330.26P (solo mercato tedesco e francese)
- 330.36 Turbo
- 330.36 Turbo 6x6
- 330.36T Turbo
- 330.42 Turbo
- 330.42T Turbo
- 330.48